# Alfonso Fernández Mañueco
Alfonso Fernando Fernández Mañueco (Salamanca, 29 d abril de 1965) és un polític espanyol, president del Partit Popular de Castella i Lleó des de 2017 i president de la Junta de Castella i Lleó. Va ser alcalde de Salamanca entre 2011 i 2018.

## Biografia
És fill de Marcelo Fernández Nieto, alcalde franquista de la ciutat de Salamanca entre 1969 i 1971, i de Pilar Mañueco Bocos. És germà de José María Fernández Mañueco, que va ser president de la desapareguda Unión Deportiva Salamanca.
Va estudiar al CEIP Francisco de Vitòria i, més tard, al col·legi Mestre Àvila. Posteriorment va cursar estudis de Dret a la Universitat de Salamanca, on el 1985 va fundar la primera associació d'estudiants de Castella i Lleó, l'anomenada AEUS. Més tard va obtenir la llicenciatura en Dret, i es va diplomar per l'Escola de Pràctica Jurídica de Salamanca. Durant dos anys va estar en un despatx d'advocats. Està casat i és pare de dues filles.

## Carrera política
Amb 18 anys es va afiliar a les Noves Generacions d'Aliança Popular. El 1993 és nomenat secretari general del PP a la província de Salamanca, un lloc que va ocupar fins al 2001. En les eleccions municipals del 1995 va ser elegit regidor de l' Ajuntament de Salamanca. Al cap de pocs dies, és nomenat diputat provincial a Salamanca pel Partit Popular on era vicepresident i diputat d'Infraestructures. Un any més tard, el 1996, és nomenat president de la Diputació de Salamanca.
El 1999, és reelegit com a regidor de la ciutat, president provincial i diputat provincial, mantenint els tres llocs fins al 19 de març de 2001. Aquest dia és nomenat conseller de Presidència i Administració Territorial de la Junta de Castella i Lleó, presidida per Juan Vicente Herrera, i ha de renunciar als seus tres càrrecs anteriors en els dies següents. A l'octubre de 2002 és nomenat número dos del PP de Castella i Lleó, en ser nomenat secretari general del PP de Castella i Lleó.
En les eleccions autonòmiques de 2003 aconsegueix un escó per la província de Salamanca a les Corts de Castella i Lleó, sent nomenat procurador. Manté, en la nova legislatura, el càrrec de conseller de Presidència i Administració Territorial de Castella i Lleó. El 2007 revalida el seu escó de procurador, i deixa la cartera de Presidència per passar a ocupar la conselleria d'Interior i Justícia de la Junta de Castella i Lleó. El 13 de desembre de 2010 anuncia la seva candidatura a l'alcaldia de Salamanca per a les eleccions municipals de 2011. Per centrar-se en preparar aquesta campanya electoral, dimiteix com a conseller autonòmic el 28 d'abril de 2011, mantenint-se com a procurador autonòmic.
En les eleccions municipals de 2011 el PP obté 18 regidors enfront dels 9 del PSOE, sent investit alcalde de Salamanca l'11 de juny. En les eleccions autonòmiques d'aquest any també revalida la seva acta de procurador autonòmic, que compatibilitza amb l'alcaldia. El 2015, en les eleccions autonòmiques de nou és elegit procurador autonòmic pel Partit Popular. El 5 de desembre de 2018, per tal de preparar-se per concórrer com a candidat a les eleccions autonòmiques de 2019, renúncia als seus càrrecs de regidor i d'alcalde de la ciutat de Salamanca, amb efecte des del 12 de desembre següent. També ha estat secretari general del PP de Salamanca (1993-2001) i secretari general del PP de Castella i Lleó (2002-2017). En l'actualitat és president del comitè nacional de Drets i Garanties del PP (2008-) i president del PP de Castella i Lleó (2017-).
Fill de l'alcalde franquista de la ciutat entre 1969 i 1971, Mañueco es va negar en diverses ocasions a retirar el Medalló de Franco amb el bust del dictador de la façana del Pavelló del Príncep a la Plaça Major de Salamanca. Va ser finalment retirat al juny de 2017 en virtut de l'aplicació de la resolució de la Comissió de Patrimoni Cultural de la Junta de Castella i Lleó, que va determinar que l'element no estava cobert per cap tipus d'excepció de la Llei de Memòria Històrica.